# Premio Prometheus
El Premio Prometeo es un premio literario de ciencia ficción otorgado cada año por la Sociedad Libertaria Futurista (Libertarian Futurist Society). Fue creado en 1979 por L. Neil Smith, pero no se empezó a entregar con regularidad hasta la creación de la sociedad en 1982.
Las obras premiadas deben ser obras de ciencia ficción libertaria, es decir, centradas en la política y el orden social derivado de las aplicaciones a la ciencia ficción de los principios filosóficos del libertarismo.
El trofeo consiste en una moneda de oro que representa el comercio[cita requerida] y el pensamiento libre.

## Premiados

### Premio Prometeo
- 1979: Francis Paul Wilson por Wheels Within Wheels
- 1982: L. Neil Smith, por The Probability Broach
- 1983: James Patrick Hogan, por Voyage from Yesteryear
- 1984: J. Neil Schulman, por The Rainbow Cadenza
- 1985: -desierto-
- 1986: Victor Milan, por Cybernetic Samurai
- 1987: Vernor Vinge, por Naufragio en el tiempo real
- 1988: Victor Koman, por The Jehovah Contract
- 1989: Brad Linaweaver, por Moon of Ice
- 1990: Victor Koman, por Solomon's Knife
- 1991: Michael Flynn, por In the Country of the Blind
- 1992: Larry Niven, Jerry Pournelle y Michael Flynn por Ángeles caídos
- 1993: James P. Hogan, por The Multiplex Man
- 1994: L. Neil Smith, por Pallas
- 1995: Poul Anderson, por Las estrellas son de fuego
- 1996: Ken MacLeod, por The Star Fraction
- 1997: Victor Koman, por Kings of the High Frontier
- 1998: Ken MacLeod, por The Stone Canal
- 1999: John Varley, por The Golden Globe
- 2000: Vernor Vinge, por Un abismo en el cielo
- 2001: L. Neil Smith, por The Forge of the Elders
- 2002: Donald Kingsbury, por Crisis psicohistórica
- 2003: Terry Pratchett, por Ronda de noche
- 2004: Francis Paul Wilson, por Sims
- 2005: Neal Stephenson, por El sistema del mundo
- 2006: Ken MacLeod, por Learning the World
- 2007: Charles Stross, por Glasshouse
- 2008: ex aequo
  - Harry Turtledove, por The Gladiator
  - Jo Walton, por Ha'Penny
- 2009: Cory Doctorow, por Pequeño hermano (Little Brother)
- 2010: Dani and Eytan Kollin, por The Unincorporated Man
- 2011: Sarah Hoyt, por Darkship Thieves
- 2012: ex aequo
  - Delia Sherman, por The Freedom Maze
  - Ernest Cline, por Ready Player One
- 2013: Cory Doctorow, por Pirate Cinema
- 2014: 	Cory Doctorow  por Homeland
- 2014:	Ramez Naam por Nexus
- 2015: 	Daniel Suárez por Influx

### CategoríaHall of Fame
- 1983 - Robert A. Heinlein, La Luna es una cruel amante; Ayn Rand, La rebelión de Atlas
- 1984 - George Orwell, 1984; Ray Bradbury, Fahrenheit 451
- 1985 - Poul Anderson, Trader to the Stars; Eric Frank Russell, The Great Explosion
- 1986 - Cyril M. Kornbluth, The Syndic; Robert Anton Wilson y Robert Shea, Illuminatus! trilogía
- 1987 - Robert A. Heinlein, Forastero en tierra extraña; Ayn Rand, Himno
- 1988 - Alfred Bester, Las estrellas, mi destino
- 1989 - J. Neil Schulman, Alongside Night
- 1990 - Francis Paul Wilson, The Healer
- 1991 - Francis Paul Wilson, An Enemy of the State
- 1992 - Ira Levin, This Perfect Day
- 1993 - Ursula K. Le Guin, Los desposeídos
- 1994 - Yevgeni Zamiatin, Nosotros
- 1995 - Poul Anderson, The Star Fox
- 1996 - Robert A. Heinlein, Red Planet
- 1997 - Robert A. Heinlein, Los hijos de Matusalén
- 1998 - Robert A. Heinlein, Tiempo para amar
- 1999 - H. Beam Piper y John J. McGuire, A Planet for Texans aka Lone Star Planet
- 2000 - Hans Christian Andersen, El traje nuevo del emperador
- 2001 - Jerry Pournelle y John F. Carr: directores, The Survival of Freedom
- 2002 - Patrick McGoohan, El prisionero (serie de televisión)
- 2003 - Robert A. Heinlein, Requiem
- 2004 - Vernor Vinge, The Ungoverned
- 2005 - A. E. van Vogt, Las armerías de Isher
- 2006 - Alan Moore (autor) y David Lloyd (ilustrador), V de Vendetta (novela gráfica)
- 2007 - Sinclair Lewis, Eso no puede pasar aquí y Vernor Vinge, True Names
- 2008 - Anthony Burgess, La naranja mecánica
- 2009 - J. R. R. Tolkien, El Señor de los Anillos
- 2010 - Poul Anderson, No Truce with Kings
- 2011 - George Orwell, Rebelión en la granja
- 2012 - E. M. Forster, La máquina se detiene
- 2013 - Neal Stephenson, Criptonomicón
- 2014 - Lois McMaster Bujold, En caída libre
- 2015 - Harlan Ellison, ¡Arrepiéntete, Arlequín!, dijo el señor Tic-tac
- 2016 - Donald Kingsbury, Rito de cortejo
- 2017 - Robert A. Heinlein, Coventry

### Categoría Premio Especial
Ocasionalmente, la Libertarian Futurist Society concede una distinción en categoría especial, a personalidades u obras relevantes:
- 1998: A Brad Linaweaver y Edward E. Kramer, editores de Free Space (antología)
- 2001: A Poul Anderson, por una vida de logros
- 2005: A Mark Tier y Martin H. Greenberg, editores de Give Me Liberty and Visions of Liberty (antología)
- 2005: A L. Neil Smith y Scott Bieser, guionista e ilustrador de The Probability Broach
- 2006: A Joss Whedon, guionista y director de Serenity
- 2007: A James McTeigue, director.
- 2007: A Hermanas Wachowski, guionistas por V de Vendetta
- 2014: A Vernor Vinge, por su trayectoria.